# Симеон Константинович
Симеон (Семён) Константинович (?—1365) — удельный князь Белогородокский (или как ещё называли «Полуклинский»). Старший сын князя Константина Михайловича тверского и московской княжны Софьи Юрьевны. После смерти отца получил часть Клинского удела с городом Белый Городок и землями по Волге. Умер от чумы, завещав свой удел Михаилу Александровичу микулинскому, а не Еремею Контантиновичу, что стало поводом к началу многолетней борьбы между Михаилом и кашинскими князьями.